# Estación Enrique Carbó
Enrique Carbó es una estación de ferrocarril ubicada en la localidad de Enrique Carbó del departamento Gualeguaychú, provincia de Entre Ríos, República Argentina.
En 1906 el Ferrocarril Central de Buenos Aires firmó un convenio con el Ferrocarril Entre Ríos para que las formaciones de este ferrocarril circularan entre Zárate y Buenos Aires por las vías del primero una vez que se lograra la conexión con ferrobarcos desde Puerto Ibicuy. Para poder realizar esta conexión el Ferrocarril Entre Ríos construyó un ramal desde Las Colas -cerca de Gualeguay- hasta Puerto Ibicuy, que fue inaugurado progresivamente: desde Las Colas hasta Enrique Carbó el 10 de octubre de 1906 y desde Carbó hasta Médanos el 1 de febrero de 1907. El 29 de mayo de 1908 fue inaugurada oficialmente la conexión con ferrobarcos entre Zárate y Puerto Ibicuy pasando el primer tren de pasajeros proveniente de Paraná. El 1 de diciembre de 1909 se inauguró el ramal entre Parera y Carbó.
El gobernador de la provincia de Entre Ríos, Enrique Carbó Ortiz, emitió un decreto el 22 de octubre de 1906 designando con su propio nombre a la estación del pueblo hasta entonces llamado Villa Diego.

## Servicios
No presta servicios de pasajeros. Por sus vías corren trenes de carga de la empresa estatal Trenes Argentinos Cargas. Pertenece al Ferrocarril General Urquiza, en el ramal que une las estaciones de Zárate en la Provincia de Buenos Aires y Posadas en la Provincia de Misiones.
Desde septiembre de 2011 contó con el servicio internacional a Paso de los Toros en Uruguay, prestado por la empresa Trenes de Buenos Aires, que ingresaba a este país por el puente ferrovial de la represa de Salto Grande, y en diciembre del mismo año, a Posadas, hasta que el día veinticuatro de mayo de 2012, como consecuencia del accidente ferroviario en la estación Once de Septiembre, abandonó la concesión luego de la quita de concesiones por parte del gobierno nacional en los ferrocarriles Sarmiento y Mitre. Actualmente no hay servicios de pasajeros en la línea principal.

## Ubicación
Se encuentra ubicada entre las estaciones Médanos y Larroque. De esta estación parte un ramal hacia Gualeguay que empalma en Las Colas con el ramal Rosario del Tala-Gualeguay.